# Cannock Hockey Club
| Europapokalbilanz Herren Feld |                       |        |       |             |
| Jahr                          | Wettbewerb            | Niveau | Platz | Ort         |
| 1997                          | Club Champions Trophy | 2      | 3     | Cagliari    |
| 1999                          | Club Champions Cup    | 1      | 5     | Terrassa    |
| 2000                          | Club Champions Cup    | 1      | 4     | Cannock     |
| 2001                          | Club Champions Cup    | 1      | 4     | Bloemendaal |
| 2004                          | Cup Winners Cup       | 1      | 2     | Eindhoven   |
| 2005                          | Cup Winners Cup       | 1      | 2     | Lille       |
| 2006                          | Club Champions Cup    | 1      | 5     | Cannock     |
| 2007                          | Cup Winners Cup       | 1      | 2     | Madrid      |
| 2008                          | Euro Hockey League    | 1      | AF    | Terrassa    |
| 2009                          | Euro Hockey League    | 1      | AF    | Hamburg     |

Der Cannock Hockey Club ist ein englischer Hockey-Verein aus dem Dorf Hatherton bei Cannock in der englischen Grafschaft Staffordshire. Der Club gewann vier Ligameisterschaften in der England Hockey League und erreichte 2007 auch den Pokalsieg durch ein 1:0 über East Grinstead. Beim EuroHockey Cup Winners Cup erreichte das Team 2007 das Endspiel, unterlag aber dem Amsterdamsche H&BC 2:6. 2014 wurde der Club durch einen Erfolg nach Shot-Out gegen Surbiton zum fünften Mal Englischer Pokalsieger. 2016 stieg Cannock als Tabellenletzter in die zweitklassige Conference ab.
Neben den 1.Herren spielen noch sieben weitere Herrenmannschaften in den Midlands Leagues. Auch das Damenteam hat nach mehreren Aufstiegen die Nationale League (3. Liga) erreicht, in der sie nach der Saison 2006/07 den vierten Platz belegte. Daneben gibt es fünf weitere Damenteams in den lokalen Ligen.

## Erfolge Herren
- Englischer Ligameister: 1996, 1998, 1999, 2003, 2004, 2005, 2006
- Englischer Pokalsieger: 1998, 2002, 2005, 2007, 2015